# علي باشا الوروار
علي باشا الوروار (بالتركية: Varvar Ali Paşa)‏ هو سياسي عثماني، تولى منصب والي الأناضول.

## مناصبه
تولى المناصب التالية:
- والي الأناضول
- والي البوسنة (1644–1645).